# Procecidochares flavipes
Procecidochares flavipes es una especie de mosca del género Procecidochares de la familia Tephritidae.
 Aldrich la describió en 1929.
Se encuentra en Estados Unidos y México. Es multivoltina. Se reproduce en flores de especies de Brickellia. Parece ser la única especie de este género que no forma agallas.